# حلقه پریان

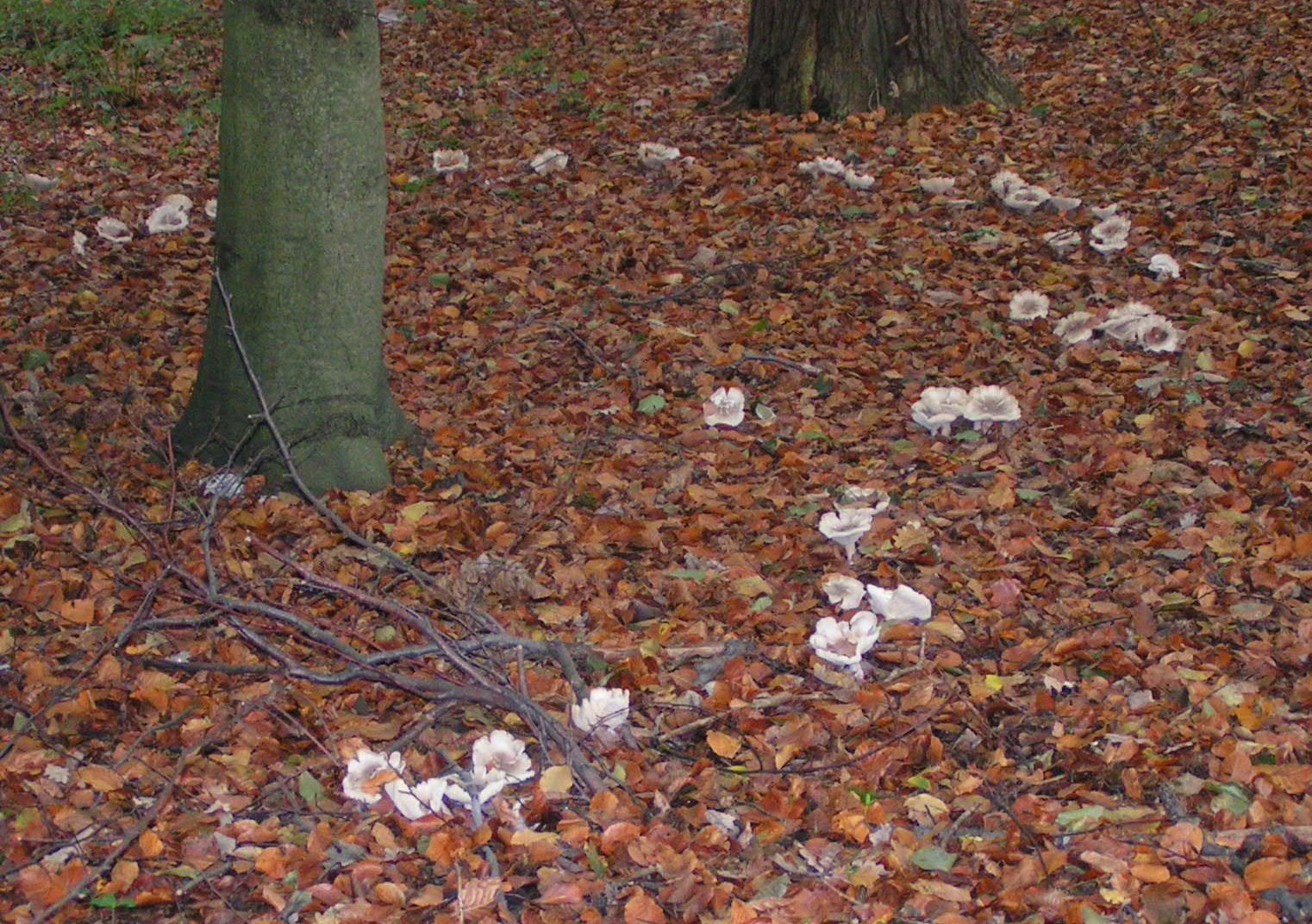

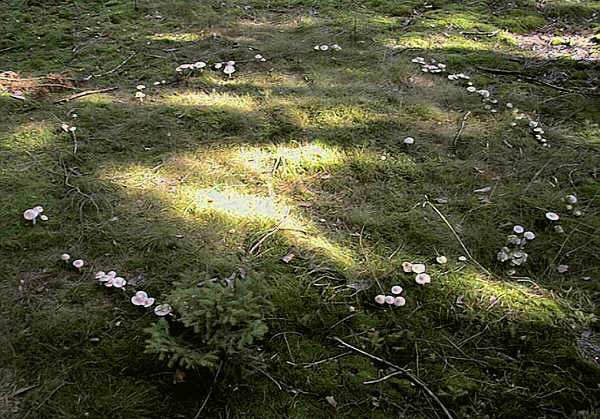

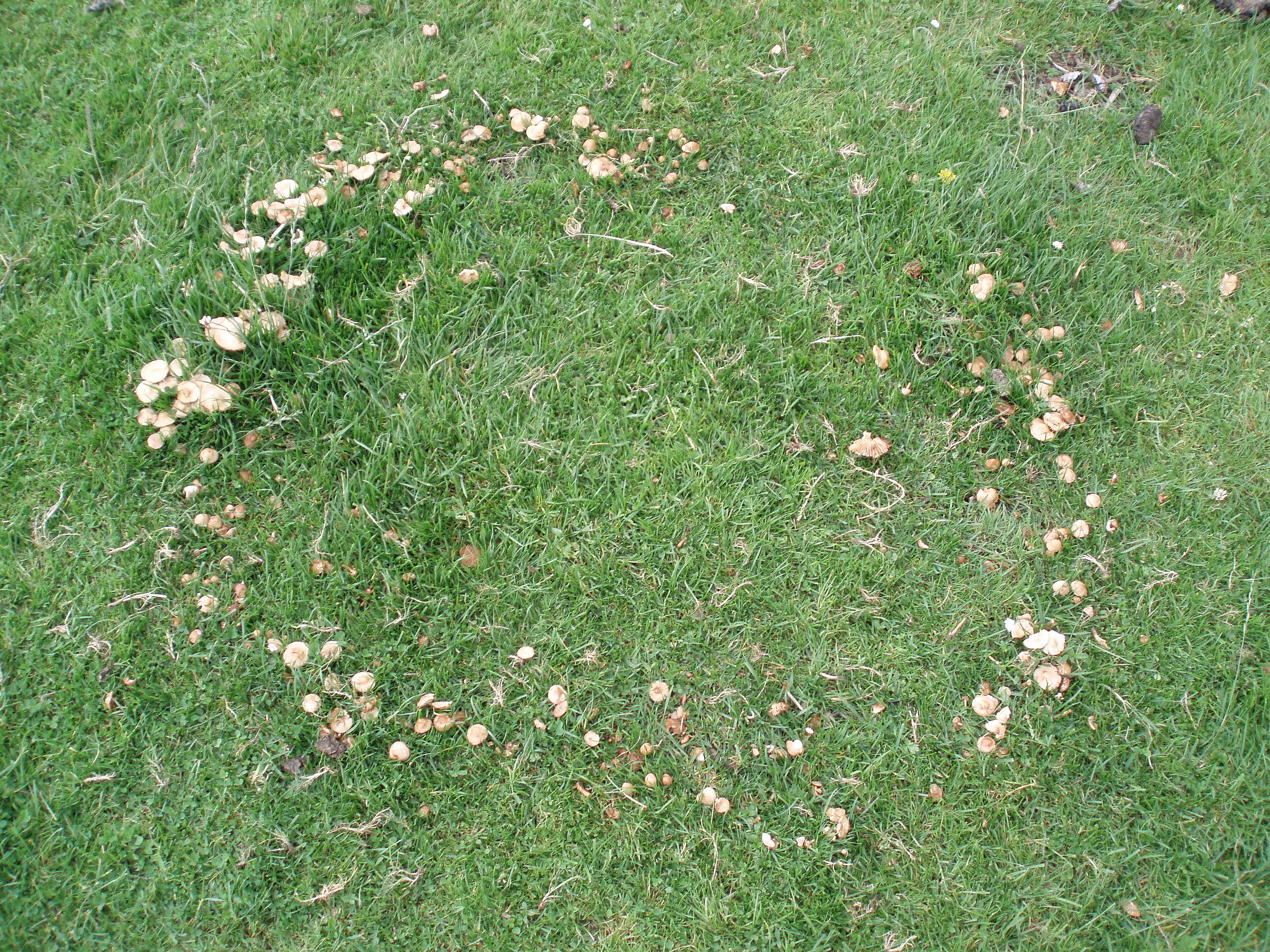

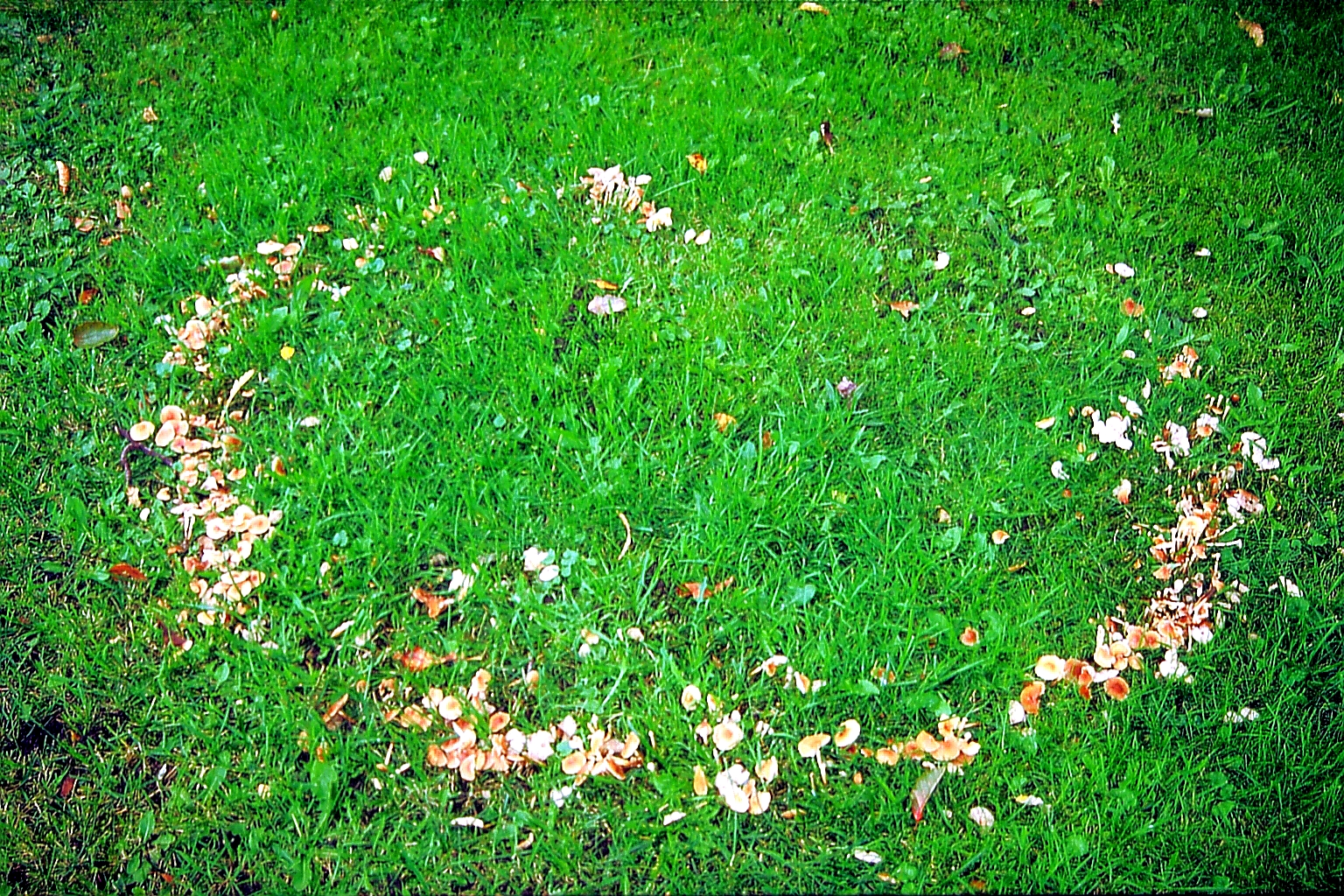

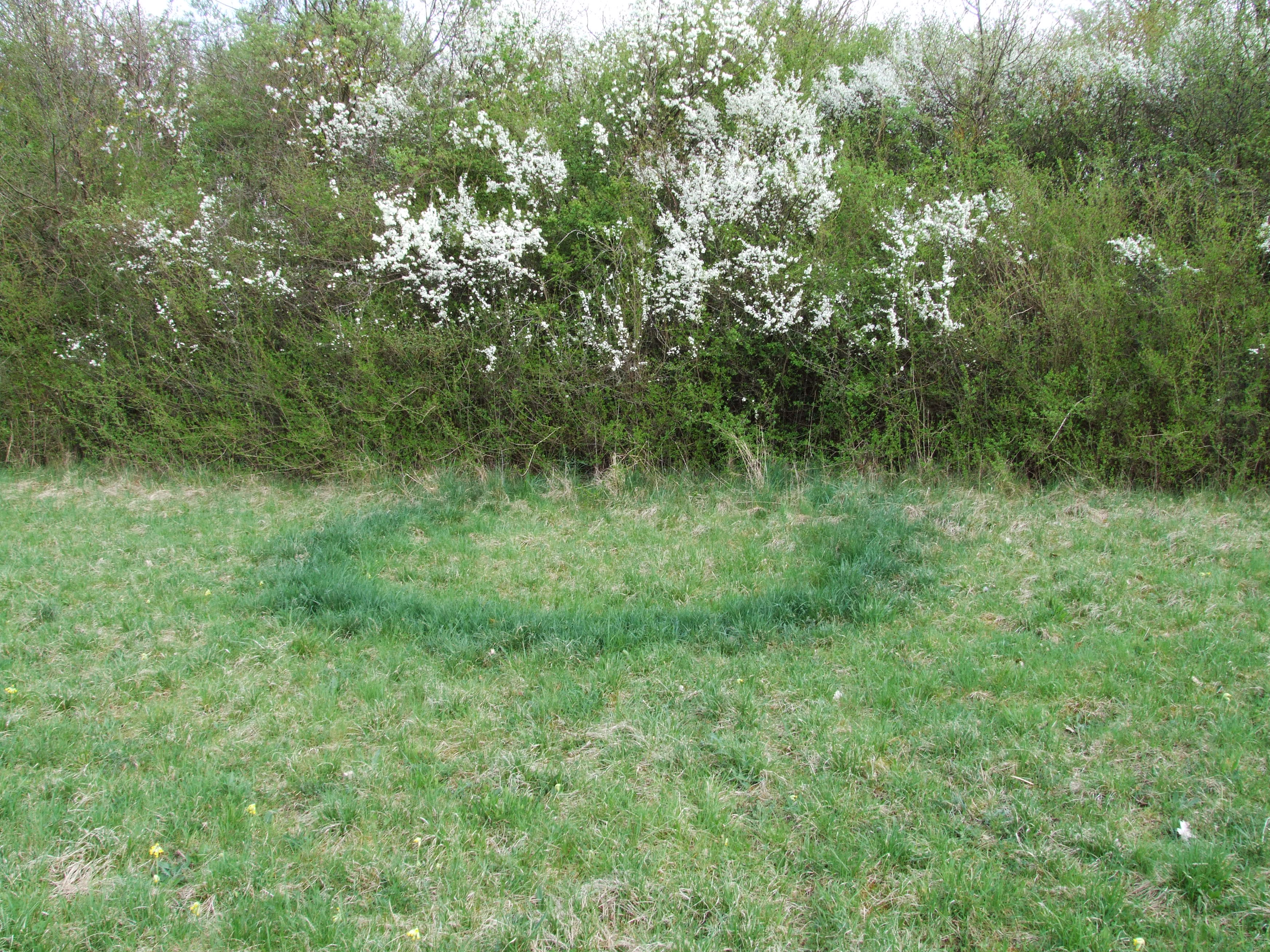

حَلقهٔ پَریان اصطلاحاً به حلقه‌ای طبیعی از قارچ‌ها گفته می‌شود که از توده‌ای از رشته‌های ریشه‌ای یک قارچ واحد به‌وجود می‌آید.
این رشته‌های ریشه‌ای را ریسه و توده‌ای از آن‌ها را جلینه (میسلیوم) می‌نامند.
جلینهٔ برخی از گونه‌های قارچ هم‌زمان در همه جهات رشد می‌کند. در نقاطی که مواد غذایی خاک تمام شده‌باشد، جلینه هم می‌میرد. تنها بخش‌های بیرونی و قابل رؤیت آن زنده می‌ماند و تحت شرایط مناسب بخش میوه‌ای یعنی قارچ‌ها از زمین بیرون می‌آیند و حلقه پریان را تشکیل می‌دهند.
در داستان‌های قدیم انگلیسی می‌پنداشتند که کوتوله‌های جنگلی به دور این حلقه‌ها می‌رقصیدند و رفتن به درون حلقه ایجاد بیماری می‌کند.